# Wiercany
Wiercany – wieś w Polsce położona w województwie podkarpackim, w powiecie ropczycko-sędziszowskim, w gminie Iwierzyce. Przez wieś płynie rzeka Bystrzyca – dopływ Wielopolki.
| SIMC    | Nazwa               | Rodzaj    |
| ------- | ------------------- | --------- |
| 0651878 | Brzeźnik Południowy | część wsi |
| 0651884 | Brzeźnik Północny   | część wsi |
| 1043046 | Dolna Wiśniowa      | część wsi |
| 1043098 | Pod Cmentarzem      | część wsi |
| 0651890 | Zapaść              | część wsi |

Były wsią królewską dóbr krzesłowych kasztelanii sandomierskiej w województwie sandomierskim w 1629 roku. W latach 1975–1998 miejscowość administracyjnie należała do województwa rzeszowskiego.
We wsi znajduje się Szkoła Podstawowa Imienia Bolesława Prusa.
Wiercany należą do rzymskokatolickiej parafii św. Michała Archanioła w Nockowej, należącej do dekanatu Sędziszów Małopolski, diecezji rzeszowskiej.

## Pochodzą z Wiercan
Franciszek Piekosiński – Franciszek Ksawery Walerian Leonard Adolf Piekosiński, pierwotnie Piekusiński (ur. 3 lutego 1844 w Wiercanach, zm. 27 listopada 1906 w Krakowie) – polski historyk, heraldyk i prawnik, profesor UJ, członek Akademii Umiejętności.
Michał Paśko – (ur. 15 października 1900 w Wiercanach, zaginął w (?) październiku 1920 na polu bitwy) – starszy szeregowy Wojska Polskiego. Uczestnik wojny polsko-bolszewickiej. Kawaler Orderu Virtuti Militari.